# サントーニャ
サントーニャ（スペイン語: Santoña）は、スペイン・カンタブリア州のムニシピオ（基礎自治体）。大西洋のビスケー湾にあるサントーニャ湾に面している。

## 地理

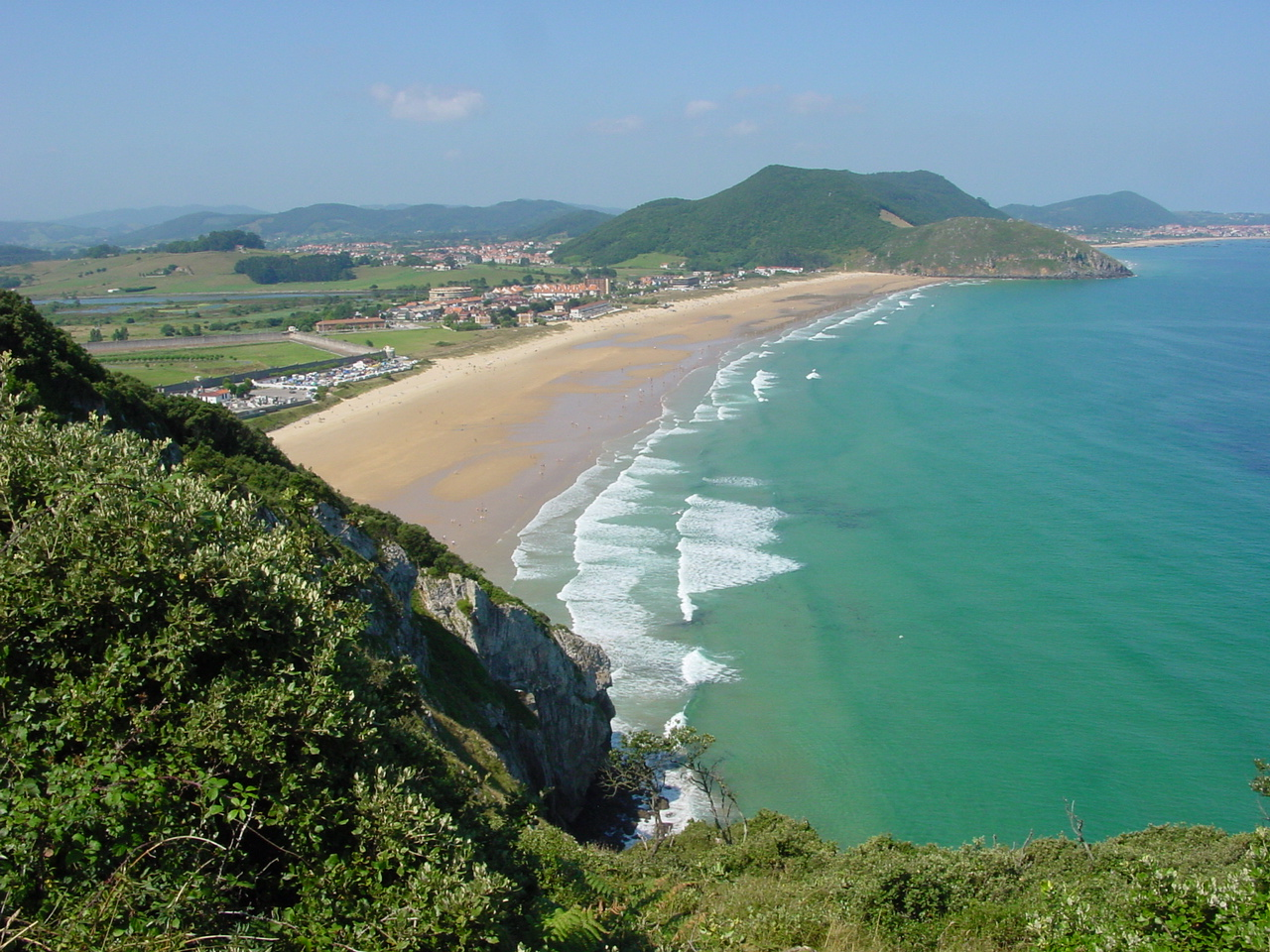
サントーニャの海岸

カンタブリア州の州都サンタンデールからの距離は約45km。平原と山岳地帯の二つに区分され、自治体東端にはブシエロ山がある。北岸にはベリア海岸があり、サントーニャ湾の湾口は湿地帯となっている。サントーニャ湾の北側にサントーニャが、南側にラレドがあり、ラレドはカンタブリア州東部の中心都市である。広大な塩性湿地および草地、砂浜、砂丘、崖およびオークの森林があるサントーニャ湿地自然公園は豊かな生物多様性を有しており、イベリア半島北部の水鳥の重要な生息地として1994年にラムサール条約登録地となった。サントーニャの海岸線には入江、灯台、崖などがある。ブシエロ山はサントーニャ湾に近く、神話の舞台となっている。

### 地区
- サントーニャ地区 : もっとも人口が多い自治体中心地。
- エル・ドゥエソ地区（スペイン語版） : 2008年の人口は174人。ペナル・デ・エル・ドゥエソ刑務所（スペイン語版）がある。
- ピエドライタ地区（スペイン語版） : 2008年の人口は173人。

## 歴史

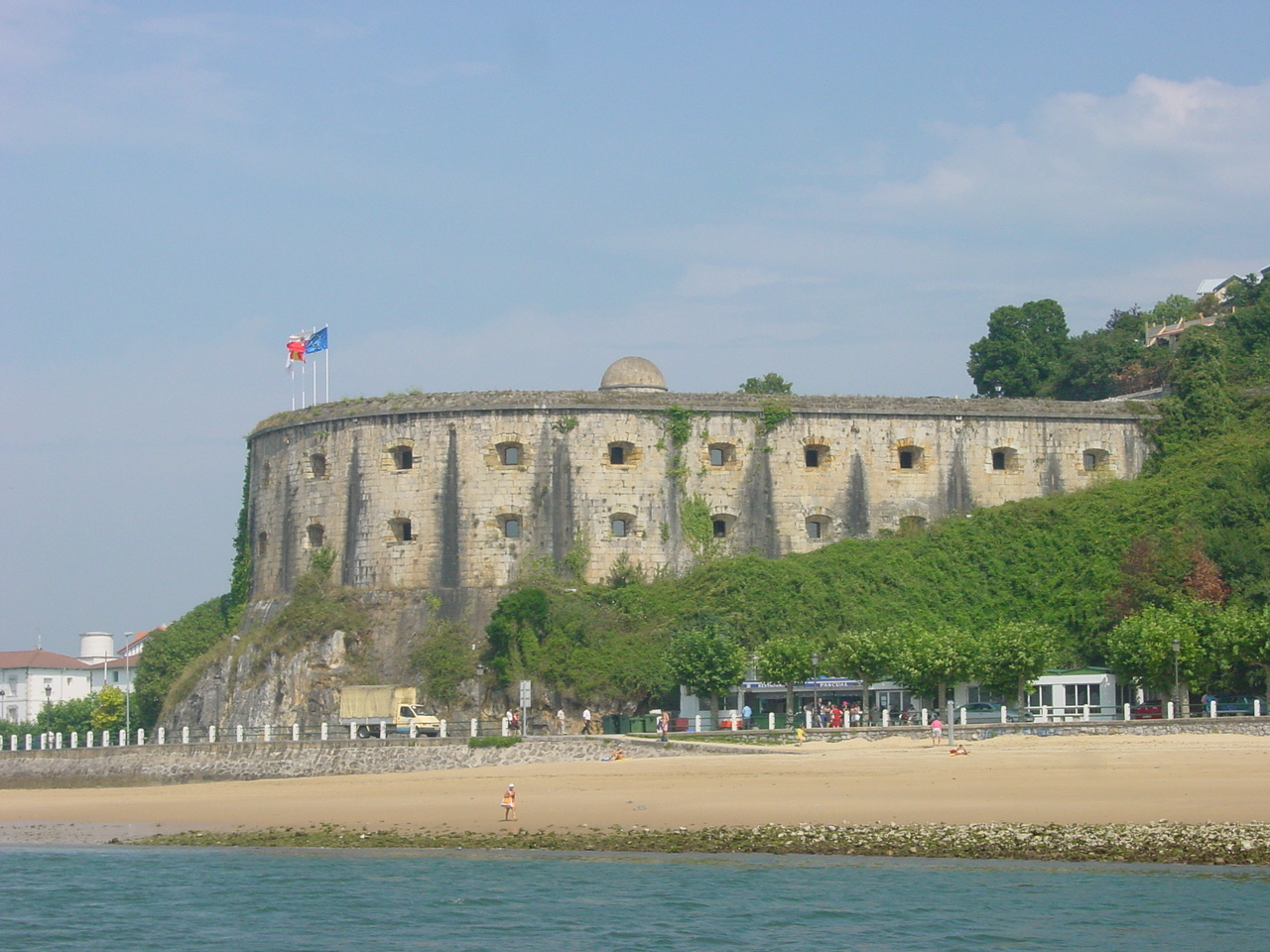
サン・マルティン要塞

重要な宗教建築物には、ロマネスク建築のサンタ・マリーア・デル・プエルト教会、サンタ・マリーア・デル・プエルト修道院などがある。サンタ・マリーア・デル・プエルト教会は13世紀から17世紀に建設され、15世紀にフランドル画家が描いたサン・バルトロメの装飾画がある。この装飾画はスペインでも有数の規模を持つ。サンタ・マリーア・デル・プエルト修道院は郡内だけでなく、カンタブリア地方東部の他地域にも影響力を持っている。
15世紀後半にはサントーニャ出身の地図製作者のフアン・デ・ラ・コサが活躍し、彼の海図はアメリカ大陸航海にも用いられた。歴史的にサントーニャ港はカンタブリア地方有数の港であり、1774年にはこの郡の主都とされた。19世紀半ばには現代的な港が築かれ、今日ではサンタンデール港に次いでカンタブリア州で第2位の水揚量・水揚金額を持つ港となっている。

## 産業

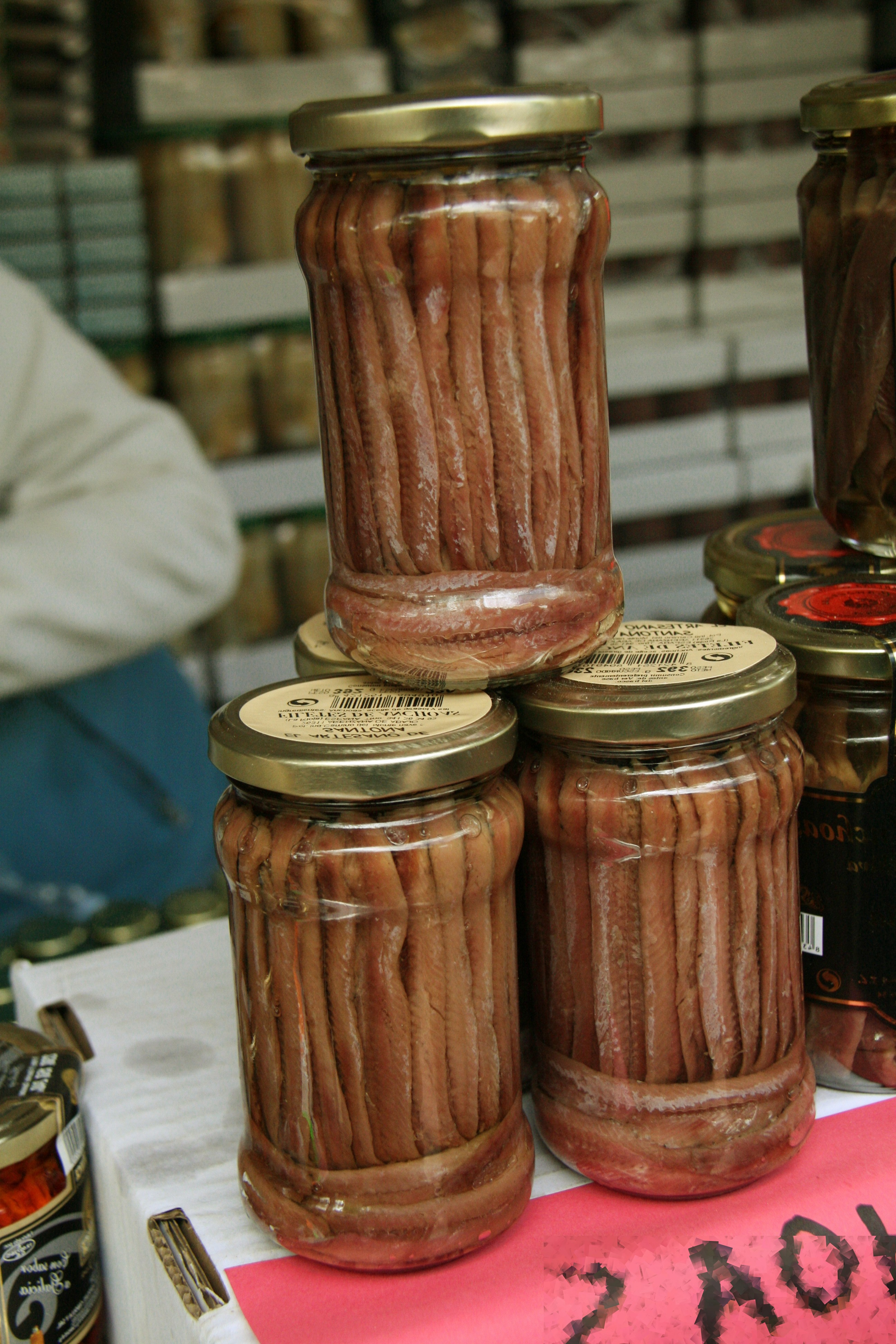
瓶詰めされたアンチョビ

サントーニャは漁業や缶詰産業で発展した町であり、ツナ（マグロ）缶やオリーブオイルに漬けたアンチョビ（イワシ）缶が輸出されている。サントーニャ港はカンタブリア海（ビスケー湾南部）の主要な缶詰輸出港であり、カンタブリア地方最大の缶詰輸出港である。サントーニャ港は戦略的重要性を持っており、周囲のブシエロ山には複数の軍事要塞（サントーニャの要塞群）が建設されている。サン・マルティン要塞は今日でも良好な保存状態であり、その他にはサン・カルロス要塞、マソ要塞、ナポレオン要塞がある。

## 人口
| サントーニャの人口推移 1900－2008                       |
|                                                         |
| 出典:INE（スペイン国立統計局）1900年 - 1991年、1996年 - |

## 政治

### 議会
| 政党                              | 2003   | 2003   | 2003 | 2007   | 2007   | 2007 | 2011   | 2011   | 2011 |
| 政党                              | 得票数 | 得票率 | 議席 | 得票数 | 得票率 | 議席 | 得票数 | 得票率 | 議席 |
| --------------------------------- | ------ | ------ | ---- | ------ | ------ | ---- | ------ | ------ | ---- |
| スペイン社会労働党(PSOE)          | 3,270  | 45.21  | 9    | 3,295  | 48.34  | 9    | 2,144  | 34.15% | 7    |
| 国民党(PP)                        | 2,316  | 32.02  | 6    | 2,183  | 32.02  | 6    | 2,007  | 31.97  | 6    |
| カンタブリア地域主義党(PRC)       | 793    | 10.96  | 2    | 704    | 10,33  | 1    | 601    | 9.57   | 2    |
| スペイン・ファランヒスタ運動(MFE) | -      | -      | -    | 489    | 7.17   | 1    | 409    | 6.13   | 1    |
| 連合・進歩・民主主義(UPyD)        | -      | -      | -    | -      | -      | -    | 807    | 12.10  | 2    |

### 首長
| 任期      | 首長名                           | 政党                     |
| --------- | -------------------------------- | ------------------------ |
| 1979–1983 |                                  |                          |
| 1983–1987 |                                  |                          |
| 1987–1991 |                                  |                          |
| 1991–1995 |                                  |                          |
| 1995–1999 |                                  |                          |
| 1999–2003 |                                  |                          |
| 2003–2007 | María del Puerto Gallego Arriola | スペイン社会労働党(PSOE) |
| 2007–2011 | María del Puerto Gallego Arriola | スペイン社会労働党(PSOE) |
| 2011–2015 | Sergio Abascal Azofra            | スペイン社会労働党(PSOE) |
| 2015–2019 |                                  |                          |
| 2019–2023 | n/d                              | n/d                      |
| 2023–     | n/d                              | n/d                      |

## 出身者

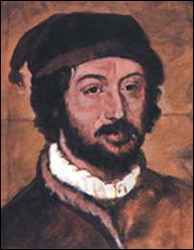
15世紀の地図製作者であるフアン・デ・ラ・コサ

- フアン・デ・ラ・コサ（英語版）(1460-1509) : 地図製作者・コンキスタドール・探検家。
- フェリペ・ゴンサーレス・アエード（スペイン語版） (1714-1802) : 船員・探検家・地図製作者。
- ラモン・オルティス・オタニェス（スペイン語版） (1759-1843) : 貴族。
- シモン・デ・レンテリア（スペイン語版） (1762-1825) : 司教。
- フアン・マヌエル・デ・マンサネード（スペイン語版） (1803-1882) : 商人・銀行家。
- マシアス・ピカベア（スペイン語版） (1847-1899) : 著作家・思想家。1898年の世代。
- レオポルド・アラス(1852-1901) : 小説家。筆名は「クラリン」。
- グレゴリオ・ビリャリアス・ロペス（スペイン語版） (1883-1946) : 政治家。急進社会主義共和党（スペイン語版）所属。
- ルイス・カレーロ・ブランコ (1904-1973) : 政治家。スペイン首相（在位1973年）。バスク祖国と自由(ETA)活動家に暗殺された。
- ビクトル・デ・ロス・リオス（スペイン語版） (1909-1996) : 彫刻家。
- アンヘル・パルド・ルイス（スペイン語版） (1924-1995) : 漫画原案者・漫画家。
- オスマル・バルバ(1988-) : サッカー選手。
- ミゲル・アンヘル（スペイン語版）(1993-) : サッカー選手。

## 姉妹都市
- Lons（英語版）、フランス
- パロス・デ・ラ・フロンテーラ、スペイン
- エル・プエルト・デ・サンタ・マリア、スペイン

## ギャラリー

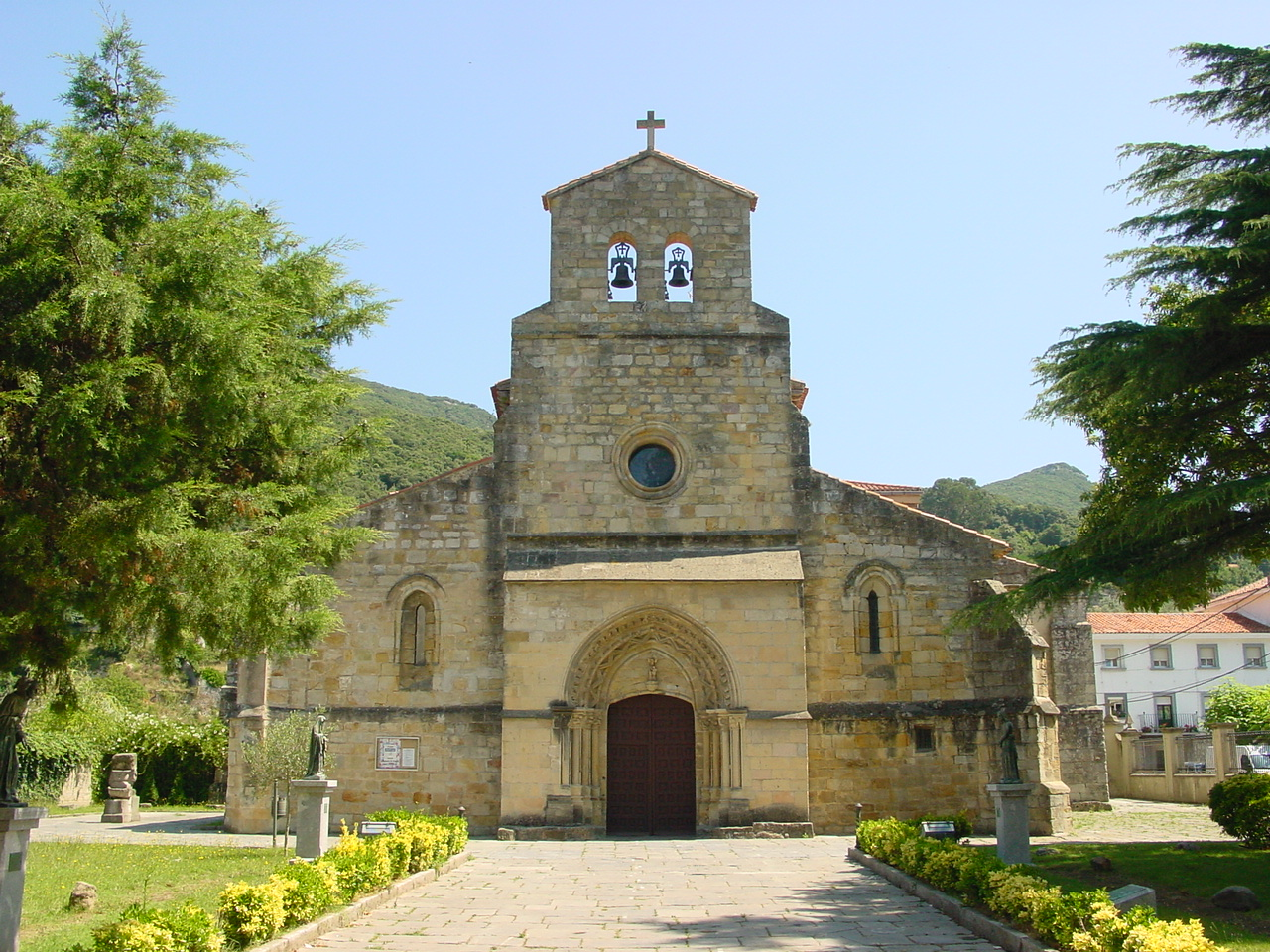
サンタ・マリーア・デル・プエルト教会
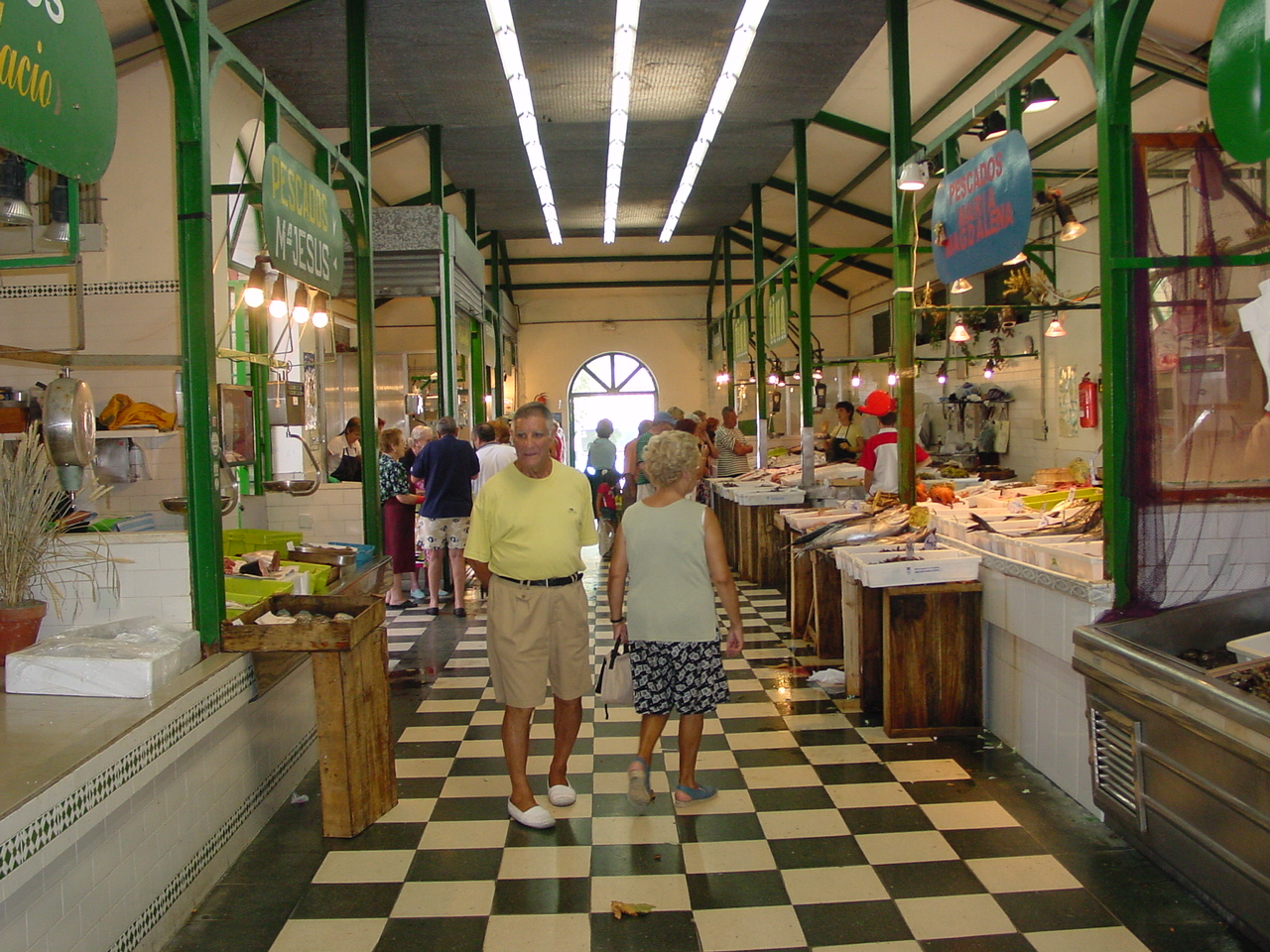
アバストス市場
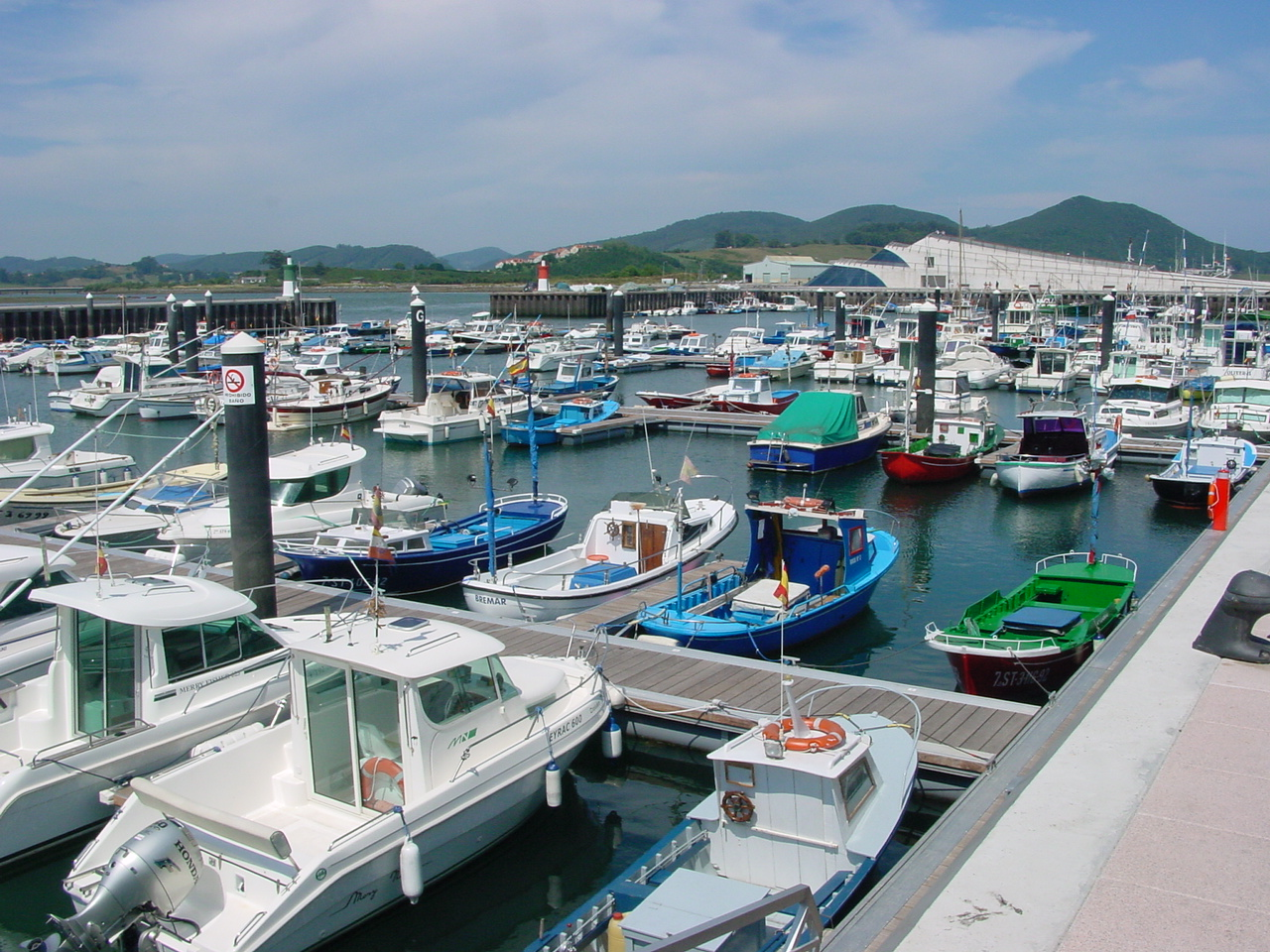
マリーナ
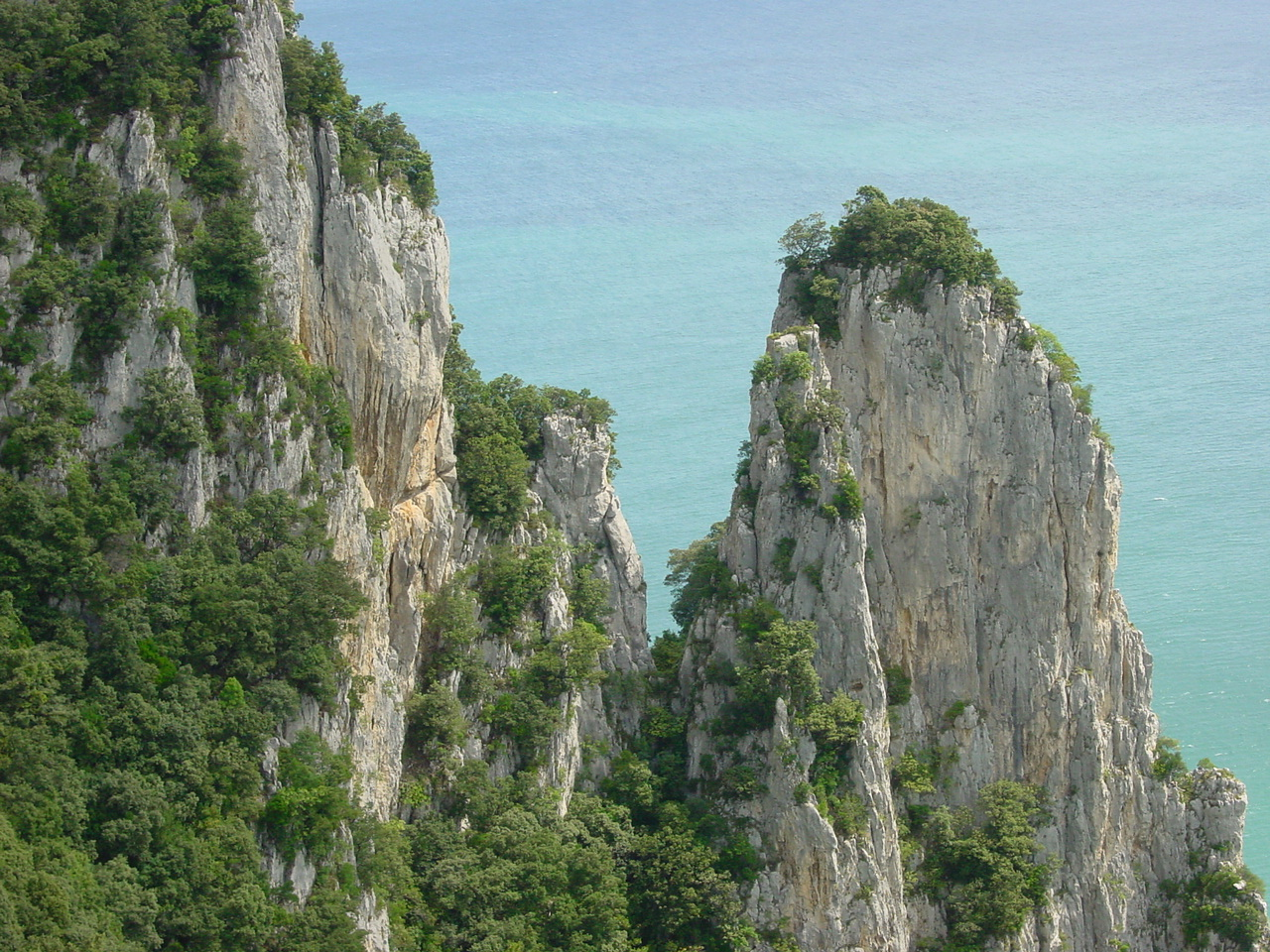
フライレ山の頂上
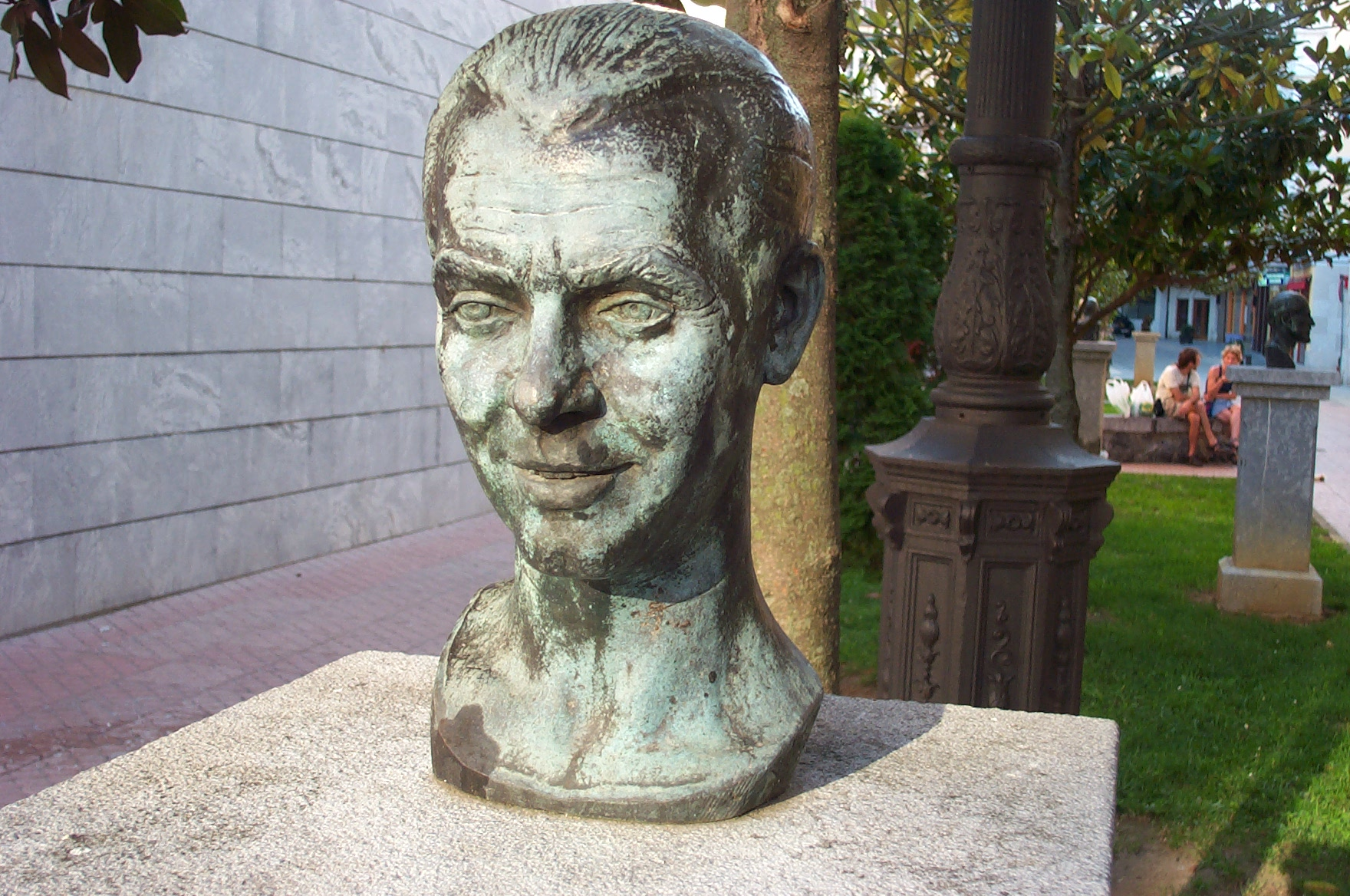
フェデリコ・ガルシア・ロルカの胸像

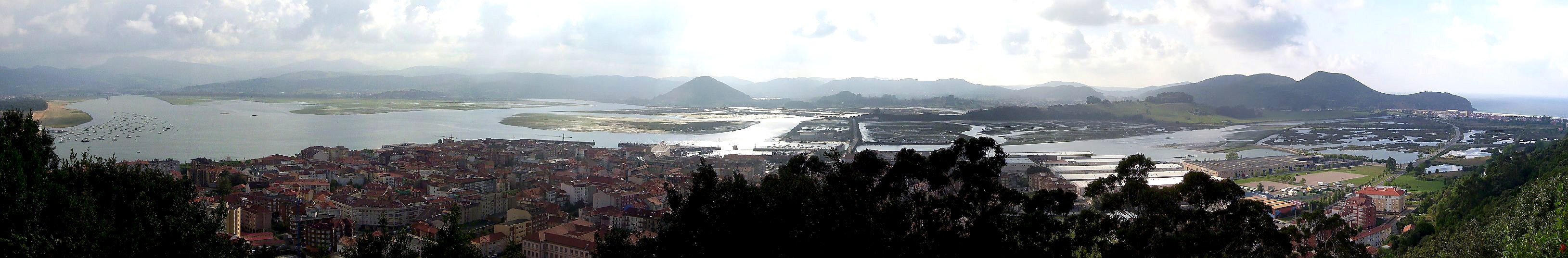
サントーニャの町（手前）、サントーニャ湿地自然保護区（湾の奥）